# Пумсинська вузькоколійна залізниця
Пумси́нська вузькоколійна залізниця (рос. Пумсинская узкоколейная железная дорога) — вузькоколійна залізниця, що функціонувала в другій половині XX століття на території Сюмсинського та Селтинського районів Удмуртії, а також Унинського району Кіровської області, Росія.
Початковим пунктом залізниці було селище Пумсі, яке на сьогодні ліквідоване. Залізниця була лісовозною. Згідно зі звітами Міністерства лісової промисловості СРСР, перша ділянка залізниці була збудована 1947 року.
З 1966 року протягом довгого часу Пумсинська вузькоколійка була об'єднана із двома сусідніми — Кільмезькою та Віняшур-Біїнською. В середині 1990-их років залізниця була розібрана.